# 미사사기촌
미사사기촌(御陵村)은 돗토리현 이와미군에 있던 촌이다. 현재의 돗토리시에 해당한다. 1896년 3월 31일까지 호미군에 속해있었다.

## 역사
- 1889년 10월 1일 - 정촌제 시행에 의해 호미군 미사사기촌이 성립하였다.
- 1896년 4월 1일 - 군 통합에 의해 오미군, 이와이군, 호미군의 구역을 가지고 이와미군이 성립하여, 이와미군 미사사기촌이 되었다.
- 1907년 4월 1일 - 고쿠후촌, 호미촌과 합병해 우베노촌이 성립하여, 동일 미사사기촌은 폐지되었다.